# قارساقپای
قارساقپای (قزاقی: Қарсақпай) یک شهرک در قزاقستان است که در استان قراغندی واقع شده‌است. قارساقپای ۱۶۶۸ نفر جمعیت دارد.